# Brown's Séance
Brown's Seance è un cortometraggio del 1912 diretto da Fred Mace.

## Produzione
Il film fu prodotto dalla Keystone Film Company.

## Distribuzione
Distribuito dalla Mutual Film, uscì nelle sale il 2 dicembre 1912, programmato in split reel insieme a un altro cortometraggio di Sennett, Pat's Day Off.